# Campobasso Football Club 2024-2025
Questa voce raccoglie le informazioni riguardanti il Campobasso Football Club nelle competizioni ufficiali della stagione 2024-2025.

## Stagione
La stagione 2024-2025 è la 12ª partecipazione nella terza serie del Campionato italiano di calcio per il Campobasso. I rossoblù tornano in Serie C in qualità di detentori del titolo italiano di Serie D.
L'esordio stagionale arriva il 10 agosto 2024, nella gara valida per il primo turno di Coppa Italia Serie C, in casa del Giugliano; la sfida termina con la vittoria per 4-1 dei campani dopo i tempi supplementari, che eliminano così  i molisani dal torneo.
L'esordio in campionato, invece, avviene il 25 agosto ed è bagnato dalla sconfitta in casa dell'Arezzo.
Dopo un inizio stentato, i rossoblù collezionano undici risultati utili consecutivi salendo in 6° posizione ed in piena corsa per i playoff.
Nella fase finale del girone d'andata però una crisi di risultati, in cui arriva come unico risultato di rilievo il pari contro l'allora capolista Pescara, fa scivolare la squadra al 13° posto in classifica.
Il 25 gennaio 2025, dopo il pareggio casalingo contro il Gubbio, la società decide di esonerare il tecnico Piero Braglia che viene sostituito da Fabio Prosperi.
Dopo altre due sconfitte nel girone di ritorno, il Campobasso torna al successo alla 26ª giornata vincendo contro la vice capolista Ternana (dopo ben 13 giornate dall'ultima volta) e successivamente fa suo un importante scontro salvezza in casa della SPAL. La squadra continua con il suo andamento altalenante, soprattutto fuori casa dove disputa prestazioni non all'altezza. 
La squadra di Prosperi raggiunge la matematica salvezza con una gara d'anticipo vincendo per 2-1 contro il Perugia e  chiudendo il campionato al 14° posto con 43 punti.

## Organigramma societario
Tratto dal sito ufficiale.
Area direttiva
- Presidente: Matt Rizzetta
- Vice presidente: Nicola Cirrincione[11]
- Direttore generale e Segretario generale: Mario Colalillo[12][13][14]

Area comunicazione e marketing
- Responsabile Comunicazione e Addetto Stampa: Giacomo Reale
- Responsabile Web Marketing e Social Media: Andrea Zita

Area tecnica
- Direttore sportivo: Sergio Filipponi[14][17] (fino al 22 dicembre 2024)[18], Davide Mignemi (dal 23 dicembre 2024)[19]
- Allenatore: Piero Braglia (fino al 25 gennaio 2025),[1] Fabio Prosperi (dal 26 gennaio 2025)
- Allenatore in seconda: Domenico De Simone (fino al 25 gennaio 2025), Umberto Di Giacomo (dal 26 gennaio 2025)
- Collaboratore tecnico: Gianguido Di Biase
- Preparatore atletico: Vito Barbiero (fino al 25 gennaio 2025), Emanuele Vassalli (dal 26 gennaio 2025)
- Preparatore atletico e recupero infortunati: Vito Blanco
- Preparatore dei portieri: Cristian Tosti
- Collaboratore tecnico e match analyst: Giuseppe Di Santo

## Divise e sponsor
Per la stagione 2024-2025 i sponsor di maglia sono Metal Impianti, Levigas e Caffè Camardo, i back sponsor sono Autopia e Ascensori Di Gregorio, Axum e Pasta Colavita sono i sleeve sponsor, mentre La Molisana è lo sponsor per i pantaloncini. Lo sponsor tecnico è Diaza.
Per la Coppa Italia Serie C i sponsor di maglia sono Master Steel e Mircom.
Come prima maglia viene usata la classica rossoblù a strisce, come seconda una maglia in bianco che riporta in rossoblù la croce di San Giorgio, la terza maglia è giallo oro con sopra riportata la cartina della città.

## Rosa
Tratto dal sito ufficiale.

In corsivo i calciatori ceduti a stagione in corso.

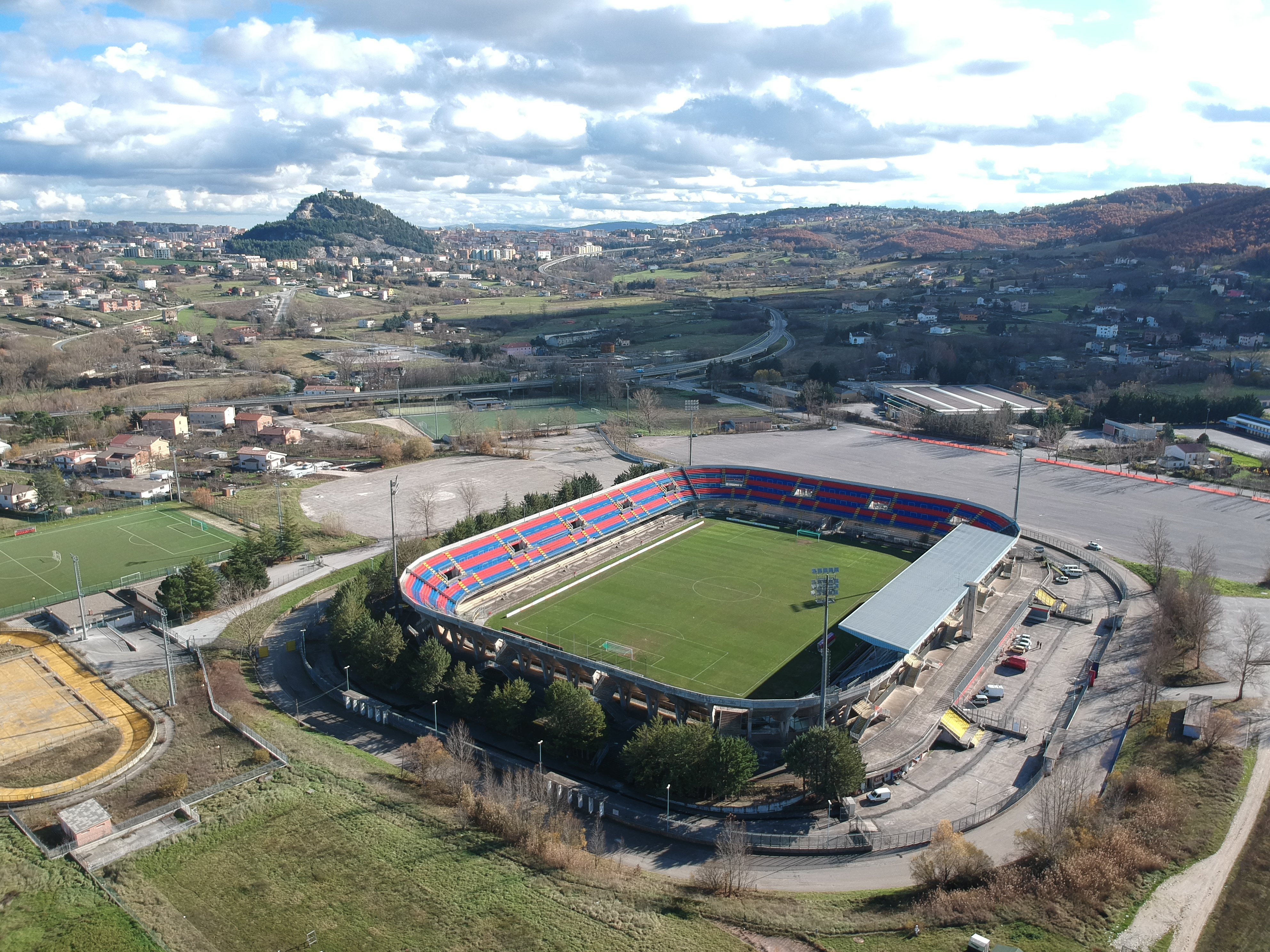
Visuale dello stadio.

Rosa aggiornata al 5 febbraio 2025
| N. |                    | Ruolo | Calciatore                  |
| -- | ------------------ | ----- | --------------------------- |
| 1  | Svezia (bandiera)  | P     | Johan Guadagno              |
| 1  | Italia (bandiera)  | P     | Filippo Neri                |
| 3  | Albania (bandiera) | D     | Kevin Haveri                |
| 4  | Italia (bandiera)  | D     | Christian Celesia           |
| 5  | Italia (bandiera)  | D     | Davide Mondonico            |
| 6  | Italia (bandiera)  | D     | Federico Fort               |
| 6  | Italia (bandiera)  | D     | Francesco Benassai          |
| 7  | Italia (bandiera)  | A     | Riccardo Forte              |
| 8  | Italia (bandiera)  | C     | Cristian Scorza             |
| 9  | Italia (bandiera)  | A     | Antonio Di Nardo (capitano) |
| 10 | Italia (bandiera)  | A     | Alessandro Faggioli         |
| 10 | Italia (bandiera)  | A     | Filippo Falco               |
| 11 | Italia (bandiera)  | A     | Samuele Spalluto            |
| 11 | Italia (bandiera)  | C     | Riccardo Chiarello          |
| 14 | Italia (bandiera)  | C     | Luca Baldassin              |
| 17 | Italia (bandiera)  | A     | Andrea Lombari              |
| 18 | Italia (bandiera)  | D     | Roberto Pierno              |
| 19 | Italia (bandiera)  | D     | Gabriele Morelli            |
| 20 | Ecuador (bandiera) | C     | Luis Maldonado              |

| N. |                    | Ruolo | Calciatore            |
| -- | ------------------ | ----- | --------------------- |
| 20 | Italia (bandiera)  | D     | Alessandro Martina    |
| 21 | Italia (bandiera)  | D     | Emanuele Barbato      |
| 22 | Italia (bandiera)  | P     | Francesco Forte       |
| 23 | Italia (bandiera)  | C     | Alessandro Pellitteri |
| 25 | Italia (bandiera)  | D     | Bernardo Calabrese    |
| 26 | Italia (bandiera)  | A     | Michele Bigonzoni     |
| 27 | Italia (bandiera)  | C     | Sonny D'Angelo        |
| 28 | Italia (bandiera)  | C     | Mario Prezioso        |
| 30 | Italia (bandiera)  | D     | Antonio La Selva      |
| 33 | Italia (bandiera)  | D     | Davide Mancini        |
| 36 | Italia (bandiera)  | C     | Antonello Serra       |
| 44 | Italia (bandiera)  | D     | Marco Bosisio         |
| 71 | Italia (bandiera)  | C     | Francesco Cerretelli  |
| 73 | Italia (bandiera)  | A     | Lorenzo Di Stefano    |
| 74 | Italia (bandiera)  | P     | Filippo Ria           |
| 97 | Italia (bandiera)  | A     | Alfredo Bifulco       |
| 99 | Italia (bandiera)  | P     | Christian Muzzi       |
| 99 | Francia (bandiera) | D     | Melvin Rèmy           |

## Calciomercato

### Sessione estiva(dal 1º/7 al 30/8)
| Acquisti | Acquisti              | Acquisti         | Acquisti                         |
| R.       | Nome                  | da               | Modalità                         |
| -------- | --------------------- | ---------------- | -------------------------------- |
| P        | Johan Elia Guadagno   | Pisa             | prestito                         |
| P        | Andrea Sorrentino     | Akragas          | definitivo                       |
| P        | Francesco Forte       | Monterosi Tuscia | definitivo                       |
| D        | Francesco Benassai    | Trapani          | prestito                         |
| D        | Marco Bosisio         | Renate           | prestito                         |
| D        | Bernardo Calabrese    | Padova           | definitivo                       |
| D        | Christian Celesia     | Mantova          | definitivo                       |
| D        | Federico Fort         | Fermana          | definitivo                       |
| D        | Kevin Haveri          | Torino           | prestito                         |
| D        | Davide Mancini        | Parma            | definitivo                       |
| D        | Davide Mondonico      | Ancona           | svincolato                       |
| D        | Gabriele Morelli      | Gubbio           | definitivo                       |
| D        | Francesco Parisi      | Benevento        | definitivo                       |
| D        | Roberto Pierno        | Pescara          | prestito                         |
| C        | Sonny D'Angelo        | Avellino         | prestito                         |
| C        | Alessandro Pellitteri | Alessandria      | definitivo                       |
| C        | Cristian Scorza       | Fermana          | definitivo                       |
| C        | Mario Prezioso        | Potenza          | definitivo                       |
| C        | Luca Baldassin        | Renate           | definitivo                       |
| A        | Michele Bigonzoli     | Cremonese        | prestito                         |
| A        | Lorenzo Di Stefano    | Modena           | prestito con diritto di riscatto |
| A        | Alessandro Faggioli   | Virtus Entella   | definitivo                       |
| A        | Riccardo Forte        | Sestri Levante   | definitivo                       |
| A        | Samuele Spalluto      | Monopoli         | definitivo                       |

| Cessioni         | Cessioni            | Cessioni            | Cessioni      |
| R.               | Nome                | a                   | Modalità      |
| ---------------- | ------------------- | ------------------- | ------------- |
| P                | Giacomo Di Donato   | Ugento              | definitivo    |
| P                | Manuel Esposito     | Benevento           | fine prestito |
| P                | Fabio Luciani       | Imolese             | fine prestito |
| P                | Ivan Martinez       | Mazzarrone          | definitivo    |
| P                | Andrea Sorrentino   | Siracusa            | prestito      |
| D                | Christian Bonacchi  | Reggina             | definitivo    |
| D                | Marios Chrysovergis |                     | svincolato    |
| D                | Nicolas Di Filippo  | Ostia Mare          | definitivo    |
| D                | Manuel Gonzalez     | Olbia               | definitivo    |
| D                | Simone Lambiase     | Bari                | fine prestito |
| D                | Leonardo Nonni      | Atletico Ascoli     | definitivo    |
| D                | Danny Pacillo       | Guidonia Montecelio | prestito      |
| D                | Francesco Parisi    | Siracusa            | prestito      |
| D                | Alessio Rasi        | Ostia Mare          | definitivo    |
| D                | Pasquale Pontillo   |                     | svincolato    |
| D                | Abdallah Soulemana  | Bojano              | prestito      |
| C                | Mady Abonckelet     | Vado                | definitivo    |
| C                | Mathieu Coquin      | Fidelis Andria      | definitivo    |
| C                | Alessio De Cerchio  | Chievo              | definitivo    |
| C                | Tomas Grandis       | Nocerina            | definitivo    |
| C                | Zakaria Sdaigui     | Grobiņas SC         | definitivo    |
| C                | Stanislav Hulidov   | Tygrys Huta Mińska  | definitivo    |
| A                | Alessandro Faggioli | Audace Cerignola    | definitivo    |
| A                | Lorenzo Persichini  | Ostia Mare          | definitivo    |
| A                | Francesco Ripa      | Battipagliese       | svincolato    |
| A                | Niccolò Romero      | Chievo              | definitivo    |
| Altre operazioni |                     |                     |               |
| R.               | Nome                | da                  | Modalità      |
| D                | Federico Fort       | Siena               | prestito      |

### Operazioni tra le due sessioni
| Acquisti | Acquisti | Acquisti | Acquisti |
| R.       | Nome     | da       | Modalità |
| -------- | -------- | -------- | -------- |

| Cessioni | Cessioni       | Cessioni  | Cessioni                |
| R.       | Nome           | a         | Modalità                |
| -------- | -------------- | --------- | ----------------------- |
| C        | Luis Maldonado | Pistoiese | risoluzione consensuale |

### Sessione invernale(dal 2/1 al 3/2)
| Acquisti | Acquisti             | Acquisti  | Acquisti                      |
| R.       | Nome                 | da        | Modalità                      |
| -------- | -------------------- | --------- | ----------------------------- |
| P        | Filippo Neri         | Venezia   | prestito                      |
| D        | Alessandro Martina   | Trapani   | prestito con obbligo riscatto |
| D        | Melvin Rèmy          | Pianese   | definitivo                    |
| C        | Francesco Cerretelli | Arzignano | definitivo                    |
| C        | Riccardo Chiarello   | Cesena    | definitivo                    |
| A        | Alfredo Bifulco      | Trapani   | definitivo                    |
| A        | Filippo Falco        | Carrarese | definitivo                    |

| Cessioni | Cessioni            | Cessioni | Cessioni      |
| R.       | Nome                | a        | Modalità      |
| -------- | ------------------- | -------- | ------------- |
| P        | Johan Elia Guadagno | Pisa     | fine prestito |
| D        | Kevin Haveri        | Torino   | fine prestito |
| C        | Luca Baldassin      | Ascoli   | definitivo    |
| A        | Samuele Spalluto    | Legnano  | prestito      |

## Risultati

### Coppa Italia Serie C

#### Turni eliminatori
| Arbitro: | Catanzaro (Catanzaro) |

|                                                     |           |              |
| Njambe 30’ Masala 101’ Padula 105+1’ Salvemini 107’ | Marcatori | 50’ Prezioso |

## Statistiche

### Statistiche di squadra
| Competizione         | Punti | In casa | In casa | In casa | In casa | In casa | In casa | In trasferta | In trasferta | In trasferta | In trasferta | In trasferta | In trasferta | Totale | Totale | Totale | Totale | Totale | Totale | DR  |
| Competizione         | Punti | G       | V       | N       | P       | Gf      | Gs      | G            | V            | N            | P            | Gf           | Gs           | G      | V      | N      | P      | Gf     | Gs     | DR  |
| -------------------- | ----- | ------- | ------- | ------- | ------- | ------- | ------- | ------------ | ------------ | ------------ | ------------ | ------------ | ------------ | ------ | ------ | ------ | ------ | ------ | ------ | --- |
| Serie C              | 43    | 19      | 8       | 4       | 7       | 25      | 21      | 19           | 3            | 6            | 10           | 11           | 25           | 38     | 11     | 10     | 17     | 36     | 46     | -10 |
| Coppa Italia Serie C | -     | 0       | 0       | 0       | 0       | 0       | 0       | 1            | 0            | 0            | 1            | 1            | 4            | 1      | 0      | 0      | 1      | 1      | 4      | -3  |
| Totale               |       | 19      | 8       | 4       | 7       | 25      | 21      | 20           | 3            | 6            | 11           | 12           | 29           | 39     | 11     | 10     | 18     | 37     | 50     | -13 |

### Andamento in campionato
| Giornata  | 1  | 2 | 3  | 4  | 5  | 6  | 7 | 8 | 9 | 10 | 11 | 12 | 13 | 14 | 15 | 16 | 17 | 18 | 19 | 20 | 21 | 22 | 23 | 24 | 25 | 26 | 27 | 28 | 29 | 30 | 31 | 32 | 33 | 34 | 35 | 36 | 37 | 38 |
| --------- | -- | - | -- | -- | -- | -- | - | - | - | -- | -- | -- | -- | -- | -- | -- | -- | -- | -- | -- | -- | -- | -- | -- | -- | -- | -- | -- | -- | -- | -- | -- | -- | -- | -- | -- | -- | -- |
| Luogo     | T  | C | T  | C  | T  | C  | T | T | C | T  | C  | T  | C  | T  | C  | T  | C  | T  | C  | C  | T  | C  | T  | C  | T  | C  | C  | T  | C  | T  | C  | T  | C  | T  | C  | T  | C  | T  |
| Risultato | P  | V | P  | P  | N  | V  | V | N | V | V  | N  | N  | V  | N  | N  | P  | P  | P  | N  | P  | N  | P  | P  | N  | P  | P  | V  | V  | P  | P  | V  | P  | V  | P  | P  | N  | V  | P  |
| Posizione | 16 | 7 | 14 | 15 | 17 | 14 | 9 | 9 | 7 | 6  | 6  | 6  | 6  | 6  | 7  | 8  | 9  | 9  | 8  | 8  | 12 | 13 | 13 | 13 | 15 | 15 | 14 | 12 | 13 | 14 | 13 | 14 | 13 | 14 | 14 | 14 | 14 | 14 |

Fonte: Lega Pro
Legenda:

Luogo: N = Campo neutro; C = Casa; T = Trasferta. Risultato: V = Vittoria; N = Pareggio; S = Sconfitta.
- = Turno di riposo.

### Statistiche dei giocatori
| Giocatore     | Serie C  | Serie C | Serie C     | Serie C    | Coppa Italia Serie C | Coppa Italia Serie C | Coppa Italia Serie C | Coppa Italia Serie C | Totale   | Totale | Totale      | Totale     |
| Giocatore     | Presenze | Reti    | Ammonizioni | Espulsioni | Presenze             | Reti                 | Ammonizioni          | Espulsioni           | Presenze | Reti   | Ammonizioni | Espulsioni |
| ------------- | -------- | ------- | ----------- | ---------- | -------------------- | -------------------- | -------------------- | -------------------- | -------- | ------ | ----------- | ---------- |
| L. Baldassin  | 17       | 0       | 3           | 1          | 0                    | 0                    | 0                    | 0                    | 17       | 0      | 3           | 1          |
| E. Barbato    | 0        | 0       | 0           | 0          | 0                    | 0                    | 0                    | 0                    | 0        | 0      | 0           | 0          |
| F. Benassai   | 29       | 0       | 6           | 2          | -                    | -                    | -                    | -                    | 29       | 0      | 6           | 2          |
| M. Bigonzoni  | 11       | 0       | 0           | 1          | 1                    | 0                    | 0                    | 0                    | 12       | 0      | 0           | 1          |
| A. Bifulco    | 18       | 3       | 2           | 0          | -                    | -                    | -                    | -                    | 18       | 3      | 2           | 0          |
| M. Bosisio    | 10       | 0       | 4           | 0          | 1                    | 0                    | 0                    | 0                    | 11       | 0      | 4           | 0          |
| B. Calabrese  | 28       | 1       | 9           | 2          | 0                    | 0                    | 0                    | 0                    | 28       | 1      | 9           | 2          |
| C. Celesia    | 18       | 0       | 7           | 1          | 1                    | 0                    | 0                    | 0                    | 19       | 0      | 7           | 1          |
| F. Cerretelli | 13       | 0       | 2           | 0          | -                    | -                    | -                    | -                    | 13       | 0      | 2           | 0          |
| R. Chiariello | 7        | 0       | 1           | 0          | -                    | -                    | -                    | -                    | 7        | 0      | 1           | 0          |
| S. D'Angelo   | 33       | 1       | 5           | 0          | 1                    | 0                    | 0                    | 0                    | 34       | 1      | 5           | 0          |
| A. Di Nardo   | 38       | 11      | 3           | 0          | 1                    | 0                    | 0                    | 0                    | 39       | 11     | 3           | 0          |
| L. Di Stefano | 31       | 7       | 4           | 0          | -                    | -                    | -                    | -                    | 31       | 7      | 4           | 0          |
| A. Faggioli   | 1        | 0       | 0           | 0          | 0                    | 0                    | 0                    | 0                    | 1        | 0      | 0           | 0          |
| F. Falco      | 10       | 0       | 0           | 0          | -                    | -                    | -                    | -                    | 10       | 0      | 0           | 0          |
| F. Fort       | 0        | 0       | 0           | 0          | 0                    | 0                    | 0                    | 0                    | 0        | 0      | 0           | 0          |
| F. Forte      | 24       | -25     | 3           | 0          | 0                    | -0                   | 0                    | 0                    | 24       | -25    | 3           | 0          |
| R. Forte      | 30       | 4       | 2           | 0          | 1                    | 0                    | 0                    | 0                    | 31       | 4      | 2           | 0          |
| K. Haveri     | 11       | 1       | 1           | 0          | 0                    | 0                    | 0                    | 0                    | 11       | 1      | 1           | 0          |
| J. Guadagno   | 4        | -4      | 0           | 1          | 1                    | -4                   | 0                    | 0                    | 5        | -8     | 0           | 1          |
| A. Lombari    | 20       | 1       | 0           | 0          | 0                    | 0                    | 0                    | 0                    | 20       | 1      | 0           | 0          |
| L. Maldonado  | 1        | 0       | 0           | 0          | 0                    | 0                    | 0                    | 0                    | 1        | 0      | 0           | 0          |
| D. Mancini    | 16       | 0       | 4           | 0          | 1                    | 0                    | 0                    | 0                    | 17       | 0      | 4           | 0          |
| A. Martina    | 16       | 0       | 2           | 0          | -                    | -                    | -                    | -                    | 16       | 0      | 2           | 0          |
| D. Mondonico  | 19       | 1       | 3           | 1          | 1                    | 0                    | 0                    | 0                    | 20       | 1      | 3           | 1          |
| G. Morelli    | 29       | 1       | 1           | 0          | -                    | -                    | -                    | -                    | 29       | 1      | 1           | 0          |
| C. Muzzi      | 0        | -0      | 0           | 0          | 0                    | -0                   | 0                    | 0                    | 0        | -0     | 0           | 0          |
| F. Neri       | 10       | -17     | 2           | 0          | -                    | -                    | -                    | -                    | 10       | -17    | 2           | 0          |
| A. Pellitteri | 28       | 1       | 6           | 0          | 1                    | 0                    | 0                    | 0                    | 29       | 1      | 6           | 0          |
| R. Pierno     | 36       | 2       | 7           | 0          | 1                    | 0                    | 2                    | 1                    | 37       | 2      | 9           | 1          |
| M. Prezioso   | 21       | 0       | 6           | 0          | 1                    | 1                    | 0                    | 0                    | 22       | 1      | 6           | 0          |
| M. Rèmy       | 11       | 0       | 2           | 0          | -                    | -                    | -                    | -                    | 11       | 0      | 2           | 0          |
| F. Ria        | 0        | -0      | 0           | 0          | -0                   | 0                    | 0                    | 0                    | 0        | 0      | 0           | 0          |
| C. Scorza     | 10       | 0       | 2           | 1          | 1                    | 0                    | 0                    | 0                    | 11       | 0      | 2           | 1          |
| A. Serra      | 24       | 2       | 4           | 0          | 1                    | 0                    | 0                    | 0                    | 25       | 2      | 4           | 0          |
| S. Spalluto   | 20       | 0       | 2           | 0          | 0                    | 0                    | 0                    | 0                    | 20       | 0      | 2           | 0          |

## Giovanili

### Organigramma
Tratto dal sito ufficiale della società.
Area direttiva
- Responsabile Settore Giovanile: Domenico Progna[110]

Primavera 4
- Allenatore: Giovanni Piccirilli

Under 17
- Allenatori: Walter Simonetti e Roberto Quaranta

Under 15
- Allenatori: Savino Ianniruberto e Michele Colitti

Under 17 (femminile)
- Allenatori: Lino de Vivo e Mellisa Franza

Under 15 (femminile)
- Allenatore: Elio Perrella